# Останній крок (фільм, 1984)
«Останній крок» — радянський художній фільм 1984 року, знятий режисером Даміром Вятич-Бережних на кіностудії «Білорусьфільм».

## Сюжет
Випускник дитячого будинку Степан Асташонок, прийшовши на завод, начебто знайшов свою справу. Невдовзі одружився, та щасливих днів прожив мало. Коли почалася війна, дружину та дітей німці викрали до Німеччини. Дійшовши до Берліна, герой не втрачав надії знайти їх. Про смерть дочки, сина та дружини Степан дізнався в останні дні війни. Але солдат продовжував воювати й намагався бути людиною.

## У ролях
- Віталій Котовицький — Степан Асташонок
- Олена Антонова — Катя
- Сергій Приселков — Тимофій
- Олена Плетньова — Лариса
- Олександр Аржиловський — Гнат Васильович
- Олександр Безпалий — Карпов
- Олександр Лазарєв — Карцев
- Світлана Немоляєва — Карцева
- Юрій Казючиць — Кукушкін
- Ірена Воронович — Оленка
- Толя Рихлик — Саня
- Наталія Оболенська — епізод
- Людмила Кормуніна — епізод
- Олександр Кашперов — солдат у шпиталі з милицею
- Ніна Розанцева — Карпова
- Альберт Арнтгольц — лікар
- Бірута Докальська — епізод
- Георгій Волчек — епізод
- Василь Нікітенко — епізод
- Тамара Муженко — багатодітна мама
- Петро Юрченков — лейтенант
- Володимир Січкар — передовик біля пологового будинку
- Галина Рогачова — дружина Карпова
- Світлана Кузьміна — ув'язнена концтабора
- Юрій Кухарьонок — епізод
- А. Гаврилов — епізод
- Т. Алтухова — епізод
- Олег Гранобой — епізод
- Г. Жарков — епізод
- Тамара Криман — епізод
- В. Лук'янов — епізод
- Маша Адамчук — епізод
- Діма Дроздовський — епізод
- Наталія Курсевич — епізод
- Михайло Могилевський — епізод
- С. Науменко — епізод
- О. Перевожкіна — епізод
- Ервінас Пятярайтіс — німецький солдат
- Євгенія Ковальова — епізод

## Знімальна група
- Режисер — Дамір Вятич-Бережних
- Сценаристи — Михайло Березко, Арі Ваксер
- Оператор — Фелікс Кучар
- Композитор — Євген Птичкін
- Художник — Ігор Топілін